# Ейдриън Чайковски
Вижте пояснителната страница за други личности с името Чайковски.
Ейдриън Чайковски (на английски: Adrian Tchaikovsky) е английски писател, най-известен е с фентъзи поредицата „Сянката на умелите“.

## Биография
Ейдриън Чайковски е роден на 14 юни 1972 г. в Уудхал Спа, Линкълншър, Англия. Има полски произход.
Учи зоология и психология в Рединг, преди да започне да упражнява право в Рединг и после в Лийдс.
След 15 години опити в писането първият му фентъзи роман „Империя в черно и златно“ от поредицата „Сянката на умелите“ е публикуван през 2008 г. Публикуван е под псевдонима „Чайковски“ (на английски: Tchaikovsky), тъй като фамилията му (на английски: Czajkowski) е трудна за произнасяне и правопис на англоговорещите читатели.
След 10-ия роман от поредицата той обявява нейното приключване и се насочва към други проекти.
Ейдриън Чайковски живее със семейството си в Лийдс, Йоркшър.

### Серия „Сянката на умелите“ (Shadows of the Apt)
1. Empire in Black and Gold (2008)
Империя в черно и златно, 2010 – Издателство: „Бард“
2. Dragonfly Falling (2009)
Разединени равнини, 2010 – Издателство: „Бард“
3. Blood of the Mantis (2009)
Кръвта на богомолката, 2011 – Издателство: „Бард“
4. Salute the Dark (2010)
Поглед в мрака, 2012 – Издателство: „Бард“
5. The Scarab Path (2010)
6. The Sea Watch (2011)
7. Heirs of the Blade (2011)
8. The Air War (2012)
9. War Master's Gate (2013)
10. Seal of the Worm (2014)

### Серия „Тигърът и вълкът“ (Tiger and the Wolf)
1. The Tiger and the Wolf (2015)

### Участие в общи серии с други писатели

#### Серия „Следапокалиптични хроники“ (Afterblight Chronicles)
- The Bloody Deluge (2014)
- Journal of the Plague Year (2014) – сборник с Малкълм Крос и Ц.Б. Харви

от серията има още 14 романа от различни автори

### Самостоятелни романи
- Spiderlight (2013 – 2014) – сериална публикация в списание „Aethernet“
- Guns of the Dawn (2015)

### Сборници
- Dark Currents (2012) – с Нина Алън, Алиет де Бодард, Уна Маккормак, София Макдугъл, Адам Невил, Род Рийс, Триша Съливан и Лави Тидхар
- Hauntings (2012) – с Пол Кейн, Танит Ли, Алисън Литълууд, Марк Морис, Мари О'Райън, Робърт Шърман и Лиз Уилямс
- Feast and Famine (2013)
- Looking Landwards (2013) – с Дж. Е. Брайънт, Сторм Константин, Ким Лейкин-Смит, Ден Патрик, Стивън Пири и Джетси де Врийс
- The Girl at the End of the World Book 2 (2014) – с Ким Банерман, Алек Макуей и Черил Морган

### Разкази
- Pipework (2011)
- Bones (2012)
- The Fall of Lady Sealight (2012)